# Inga macarenensis
Inga macarenensis é uma espécie vegetal da família Fabaceae.
Apenas pode ser encontrada na Colômbia.